# Guaymango
Guaymango est une municipalité du département d'Ahuachapán au Salvador.